# André Zimmermann
André Zimmermann, nascido em 20 de fevereiro de 1939 em Maisonsgoutte (Bas-Rhin) e falecido em 5 de novembro de 2019 em Villé (Bas-Rhin) com a idade de 80 anos foi um ciclista profissional francês.
Escalador de talento, participou cinco vez ao Tour de France entre 1964 e 1969. Obtém a sua melhor classificação nesta prova em 1965 (17.º) após ter terminado no 4.º posto da etapa Dax - Bagnères-de-Bigorre.
Foi o gregário de Jacques Anquetil quando este conseguiu o seu quinto Tour de France em 1964.

## Palmarés
- 1963
  - Tour de l'Avenir :
    - Classificação geral
    - 3.ªa e 9.ª etapas

  - 6.º etapa da Expide de France
  - Nancy-Estrasburgo
- 1964
  - 3.º do Circuito de Auvernia
  - 3.º da Course de côte du mont Faron
- 1965
  - 3.º da Course de côte du mont Faron (contrarrelógio)
  - 4.º do Campeonato da França em estrada
- 1966
  - Grande Prêmio de Aix-en-Provence
  - Grande Prêmio de Toulon
- 1967
  - 2.º dos Bloucles de la Seine
  - 3.º de Burdeos-Saintes
- 1968
  - 3.º de Génova-Nice
  - 3.º do Grande Prêmio de Plouay
- 1970
  - 2.º do Critérium da Primavera

## Resultados na as grandes voltas

### Tour de France
5 participações :
- 1964 : 36.º
- 1965 : 17.º
- 1966 : 23.º
- 1967 : abandono (8.º etapa)
- 1969 : 26.º

### Giro d'Italia
2 participações :
- 1964 : 12.º
- 1968 : abandono

### Volta a Espanha
1 participação :
- 1967 : 29.º